# Kriegerdenkmal (Burgalben)
Das Kriegerdenkmal in Burgalben ist ein Gefallenenmonument, das nach dem Ersten Weltkrieg entstand. 

## Lage
Das Bauwerk befindet sich in der Alleenstraße, die mit der Landesstraße 498 identisch ist. Es steht unmittelbar vor dem denkmalgeschützten früheren Schulhaus, das jedoch bereits die Adresse Mühlstraße 5 besitzt. Wenige Meter weiter nördlich verläuft der Schwarzbach.

## Typologie
Das Denkmal gehört zum Typus des Heldenhaften, der oft weit ins Mythische überhöhte Krieger, charakterisiert durch manchmal auf kriegerische Attribute (Helm, Schwert) reduzierte Kleidung, begleitet von bäumendem Ross oder sich verabschiedend von Gefährtin und bäuerlichem Leben. 
Eine Variante dieses Typs bietet das Monument von Burgalben: Auf der Namens-Stele beugt eine kleine männliche Gestalt das rechte Knie. Der Kopf ist auffällig proportioniert: das Gesichtsmittelteil ist überbetont, Kinn und Stirn dagegen nicht den üblichen Maßen entsprechend. Rechts stützt diese Figur ein Schwert mit der Spitze auf den Boden und hält sich daran gleichsam kniend aufrecht und blickt geradeaus; links hält sie den Helm des Ersten Weltkrieges.